# Torquato Bahia
 Francisco Torquato Bahia da Silva Araújo (Salvador, 26 de fevereiro de 1850 — Salvador, 22 de janeiro de 1919) foi um  jornalista, professor, funcionário público 
e  ator brasileiro, fundador da cadeira número 28 da Academia de Letras da Bahia 

## Biografia
Filho de Antônio José da Silva Araújo e de Senhorinha Soter Caio dos Santos Bahia, sobrinho e biógrafo de Xisto Bahia .
Em 1878 recebeu o diploma de professor primário pela Escola Normal da Bahia. Tornou-se, depois, professor da língua vernácula ministrando aulas no Liceu de Artes e Ofícios, no Liceu Salesiano e na Escola Comercial. Como jornalista, militou no Diário da Bahia , sob a direção de Manuel Pinto de Souza Dantas, atuando nesse jornal por quase meio século.  
Foi diretor do Tesouro do Estado do Estado da Bahia.  
Em 1917, foi um dos fundadores da Academia de Letras da Bahia. Morreu em sua terra natal, pouco tempo depois, a 22 de janeiro de 1919 . Em sua homenagem, foi denominada Torquato Bahia uma rua no bairro do Comércio, em Salvador.